# Augustin Arndt
Augustin Arndt (Berlin, 1851. július 21. – Bukarest, 1925. július 21.) német jezsuita szerzetes, teológus. 

## Élete
Protestáns családból származott. Teológiából és filozófiából doktorált. 1874-ben tért át a katolikus vallásra, a jezsuitákhoz 1875. augusztus 31-én csatlakozott. 1883-ban szentelték pappá, 1884-től 1895-ig néhány megszakítással a teológia professzora volt Krakkóban. 1894 és 1918 közt a Breslaui Egyházmegye katolikus vasárnapi lapját szerkesztette. Utolsó szerzetesi fogadalmát 1893. augusztus 15-én tette le. 1909-től a weidenaui (ma: Vidnava) szeminárium teológiaprofesszora volt.

## Válogatott munkái
- Die Zensuren latae sententiae nach neuestem Recht. Innsbruck, 1918
- Ehebüchlein für katholische Brautleute. Innsbruck, 1919
- Die kirchlichen und weltlichen Rechtsbestimmungen für Orden und Kongregationen. Paderborn, 1919 online változat
- Katechismus des Ordenslebens für Schwesternkongregationen. Paderborn, 1925

## Fordítás
- Ez a szócikk részben vagy egészben  az   Augustin Arndt című német Wikipédia-szócikk ezen változatának fordításán alapul.  Az eredeti cikk szerkesztőit annak laptörténete sorolja fel. Ez a jelzés csupán a megfogalmazás eredetét és a szerzői jogokat jelzi, nem szolgál a cikkben szereplő információk forrásmegjelöléseként.